# مزار شیخ ابدال
مزار شیخ ابدال؛ نام مزاری تاریخی مربوط به دورهٔ اسلامی است و در شهرستان رشتخوار، یک کیلومتری شمال روستای نوق واقع شده و این اثر در تاریخ ۱۶ اسفند ۱۳۸۴ با شمارهٔ ثبت ۱۴۳۴۴ به‌عنوان یکی از آثار ملی ایران به ثبت رسیده‌است.